# Katedra Notre-Dame w Laon
Katedra Notre-Dame w Laon (fr. Cathédrale Notre-Dame de Laon) – gotycka katedra w mieście Laon w regionie Pikardia, w departamencie Aisne w północno-zachodniej Francji; jedna z głównych świątyń diecezji Soissons (jest siedzibą biskupa Laon).
Pierwsza katedra została konsekrowana 6 września 800 w obecności samego Karola Wielkiego. Obecna katedra, która powstała w latach 1155–1235, została zbudowana w miejscu wcześniejszej świątyni, która została wybudowana w czasie sprawowania posługi przez biskupa ówczesnej diecezji Laon Gerfrida.
Około 1230 słynny średniowieczny rysownik Villard de Honnecourt wykonał szkice wież katedry.
W latach 1710–1717 organistą w katedrze był kompozytor Pierre Dumage.